# Conselho Consultivo Ecumênico dos Discípulos
O Conselho Consultivo Ecumênico dos Discípulos - CCED (em inglês Disciples Ecumenical Consultative Council ou CECC) é é um corpo cristão ecumênico formado em 1979.

## História
Em 1975, a Igreja Cristã (Discípulos de Cristo), dos EUA, organizou uma conferência para igrejas originárias do Movimento dos Discípulos de Cristo e Igrejas de Cristo, em Nairóbi, Quênia, durante as reuniões do Conselho Mundial de Igrejas.
Durante essa conferência, as igrejas participantes decidiram formar um corpo ecumênico mundial que representasse a sua família denominacional. 
Consequentemente, em 1979, foi formado o Conselho Consultivo Ecumênico dos Discípulos, em Kingston, Jamaica, por 12 igrejas membros.
Nos anos seguintes o conselho cresceu, incorporando também igrejas unidas, formadas pela fusão de igrejas originárias dos Discípulos de Cristo e Igrejas de Cristo e outras tradições cristãs. 
Em 2024, era formado por 18 denominações membros.

## Lista de membros
Em 2024, o CCED tinha 18 membros:
| País                                   | Sub-família denominacional                                                     | Denominação                                                      | Número de congregações | Número de membros | Ano       |
| -------------------------------------- | ------------------------------------------------------------------------------ | ---------------------------------------------------------------- | ---------------------- | ----------------- | --------- |
| África do Sul                          | Igreja Unida (Congregacionais e Discípulos de Cristo)                          | Igreja Congregacional Unida da África Austral                    | 1.000                  | 1.500.000         | 2024      |
| Argentina                              | Discípulos de Cristo                                                           | Igreja Evangélica dos Discípulos de Cristo                       | 7                      | 700               | 2006      |
| Austrália                              | Igrejas de Cristo                                                              | Igrejas de Cristo na Austrália                                   | 430                    | 40.000            | 2006      |
| Canadá                                 | Discípulos de Cristo                                                           | Igreja Cristã (Discípulos de Cristo) no Canadá                   | 25                     | 2.606             | 2006      |
| Congo (República Democrática do Congo) | Discípulos de Cristo                                                           | Igreja de Cristo no Congo - Comunidade dos Discípulos de Cristo  | 193                    | 650.000           | 2006      |
| Estados Unidos da América              | Discípulos de Cristo                                                           | Igreja Cristã (Discípulos de Cristo)                             | 3.624                  | 277.864           | 2022      |
| Gana                                   | Igrejas de Cristo                                                              | Igrejas Unidas de Cristo de Cristo (Gana)                        | -                      | -                 | -         |
| Índia                                  | Igrejas Unidas (Presbiterianos, Anglicanos, Metodistas e Discípulos de Cristo) | Igreja do Norte da Índia                                         | 4.600                  | 2.200.000         | 2023      |
| Jamaica                                | Igrejas Unidas (Presbiterianos, Congregacionais e Discípulos de Cristo)        | Igreja Unida na Jamaica e nas Ilhas Cayman                       | 194                    | 14.000            | 2025      |
| Malawi                                 | Igrejas de Cristo                                                              | Igreja de Cristo no Malawi                                       | 4.000                  | 75.000            | 1991      |
| México                                 | Discípulos de Cristo                                                           | Associação de Igrejas Cristãs Evangélicas (Discípulos de Cristo) | -                      | -                 | -         |
| Nova Zelândia                          | Igrejas de Cristo                                                              | Associação de Igrejas de Cristo na Nova Zelândia                 | 33                     | 2.000             | 2006      |
| Paraguai                               | Discípulos de Cristo                                                           | Igreja Discípulos de Cristo no Paraguai                          | 12                     | -                 | 2020      |
| Porto Rico                             | Discípulos de Cristo                                                           | Igreja Cristã (Discípulos de Cristo) no Porto Rico               | 105                    | 19.000            | 2024      |
| Reino Unido                            | Igrejas Unidas (Presbiterianos, Congregacionais e Discípulos de Cristo)        | Igreja Reformada Unida                                           | 1.242                  | 35.844            | 2022      |
| Reino Unido                            | Igrejas de Cristo                                                              | Fraternidade das Igrejas de Cristo na Inglaterra                 | 63                     | 2.621             | 2020      |
| Vanuatu                                | Igrejas de Cristo                                                              | Igrejas de Cristo - Vanuatu                                      | -                      | -                 | -         |
| Zimbábue                               | Igrejas de Cristo                                                              | Associação das Igrejas de Cristo no Zimbábue                     | -                      | -                 | -         |
| Global                                 | Total                                                                          | Conselho Consultivo Ecumênico dos Discípulos                     | 15.528                 | 4.819.635         | 2004-2022 |

## Relações intereclesiáticas
O CCED é membro associado da Comunhão Mundial das Igrejas Reformadas
Além disso, a organização tem diálogo com o Pontifício Conselho para a Promoção da Unidade dos Cristãos (da Igreja Católica Romana).